# Cuthona longi
Cuthona longi is een slakkensoort uit de familie van de Cuthonidae. De wetenschappelijke naam van de soort is voor het eerst geldig gepubliceerd in 1985 door Behrens.